# Локалита Казалекија (Маса-Карара)
Локалита Казалекија је насеље у Италији у округу Маса-Карара, региону Тоскана.
Према процени из 2011. у насељу је живело 56 становника. Насеље се налази на надморској висини од 244 м.